# Église Saint-Martin de Bournan
Pour les articles homonymes, voir Église Saint-Martin.
L'église Saint-Martin de Bournan est une église paroissiale affectée au culte catholique dans la commune française de Bournan, dans le département d'Indre-et-Loire.

## Localisation
L'église, dont le chœur est orienté à l'est-nord-est et la nef à l'ouest-sud-ouest, occupe le centre du chef-lieu communal de Bournan, à la pointe de l'éperon sur lequel est construit le village.

## Histoire

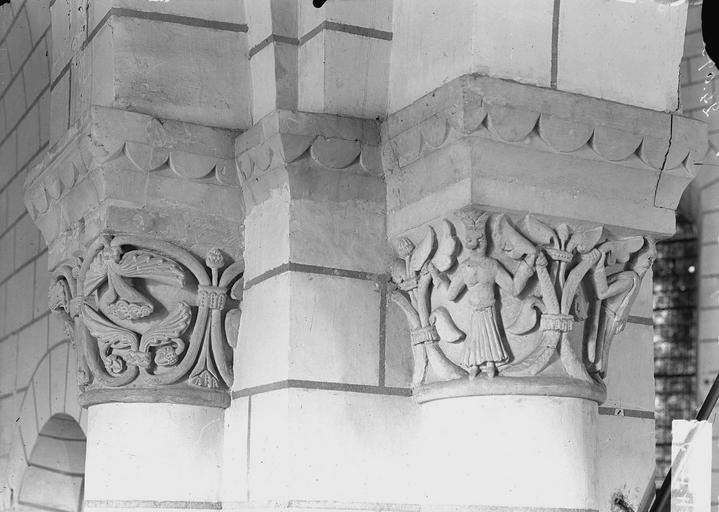
Chapiteaux de la croisée du transept.

L'église de Bournan n'apparaît dans les sources écrites qu'en 1139 mais les plus vieilles maçonneries de l'édifice pourraient remonter au Xe siècle.
C'est au XIIe siècle que l'église est agrandie : un transept prend la place de l'ancienne abside ; chacun de ses bras porte une absidiole mais cette partie de l'édifice est reprise au XVe puis au XVIIIe siècle ; le bras méridional est surmonté d'un clocher.
Les murs du transept sont surélevés au XIXe siècle, époque à laquelle les percements de l'église sont modifiés.
L'église est classée comme monument historique par arrêté du 19 septembre 1966.

## Description

### Architecture
L'église est composée d'un nef unique à laquelle succède un transept puis un chœur terminé par une abside semi-circulaire. Chaque bras du transept porte une absidiole sur son mur oriental. Le bras méridional est surmonté du clocher.
Le portail qui s'ouvre dans la façade occidentale de la nef, en anse de panier, date du XVe siècle.
Le chœur, d'une seule travée voûtée en plein cintre, relie le transept à l'abside axiale qui, pour sa part, est voûtée en cul-de-four.
Le clocher est percé sur chaque côté, de trois baies en plein cintre. Il est surmonté d'une flèche octogonale en pierre. Une tourelle d'escalier appuyée contre lui permet d'accéder aux étages supérieurs.

### Mobilier et décor

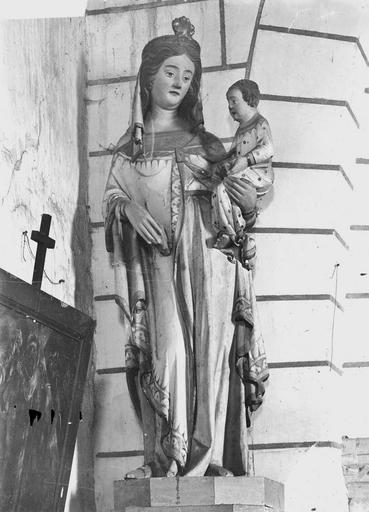
Statue de la Vierge à l'Enfant.

Une pierre des morts est installée à l'extérieur de l'église, au nord de la nef. Datée du XIIe ou du XVe siècle, elle est protégée au titre de monument historique classé en 1948.
Une cloche est fondue en 1539 par Nicolas Mauduyt.
Une statue du XIXe siècle représente la Vierge à l'Enfant ; elle est en pierre sculptée peinte.

## Pour en savoir plus